# Священство Ааронове
Ааронове священство (також зване священством Аарона або Левитське священство) — найнижчий із двох (а іноді і трьох) орденів священства, визнаних у русі святих останніх днів. Інші — Мелхіседекове священство та рідко визнане Патріарше священство. На відміну від Мелхіседекового священства, яке моделюється за владою Ісуса та Дванадцятьох Апостолів, або Патріаршого священства, яке моделюється за авторитетом Авраама, Ааронове священство моделюється за священством Аарона Левіта, першого священика євреїв та його нащадків. Вважається, що Ааронове священство є меншим або підготовчим священством і «придатком» більш потужного священства Мелхіседека.
В Церкві Ісуса Христа Святих останніх Днів (Церква LDS) носіями священства Аарона є переважно молоді чоловіки у віці від 11 до 18 років та дорослі чоловіки, які недавно навернулись до церкви. Загальне керівництво священства Аарона, яке називається Головуючим єпископатом, є адміністративними та фінансовими агентами церкви. Місцеві провідники священства Аарона — це дорослі єпископи чоловічої статі, які служать пастирськими провідниками окремих конгрегацій. Носії священства Ааронових зазвичай готують, благословляють і причащають, збирають пожертви, виконують церковні та громадські служби, допомагають у служінні та іноді проводять хрещення.